# Cruz Salmerón Acosta (khu tự quản)
Cruz Salmerón Acosta là một khu tự quản thuộc bang Sucre, Venezuela. Thủ phủ của khu tự quản Cruz Salmerón Acosta đóng tại Araya. Khự tự quản Cruz Salmerón Acosta có diện tích 612 km2, dân số theo điều tra dân số ngày 21 tháng 10 năm 2001 là 30003 người.